# Flechtenkartierung
Die Flechtenkartierung ist ein bioindikatives Verfahren zur Ermittlung von Luftverunreinigungen. Dabei wird die Diversität epiphytischer Flechten kartiert. Mithilfe der Flechtenkartierung werden Wirkungen von Luftverunreinigungen integral erfasst. Auch lokale Klimaveränderungen können so ermittelt werden.

## Hintergrund
Im Gegensatz zu chemisch-physikalischen Messdaten zeigen die durch Biomonitoring gewonnenen Ergebnisse Wechselwirkungen verschiedener Einzelkomponenten an. Als Bioindikator werden bevorzugt solche Organismen herangezogen, die im Untersuchungsgebiet allgegenwärtig sind. Die diese Voraussetzungen erfüllenden Flechten reagieren außerordentlich empfindlich auf Luftverunreinigungen, da ihre Stoffaufnahme und somit die Schadstoffaufnahme fast ausschließlich über die Luft und über Niederschläge erfolgt. Im Gegensatz zu höheren Pflanzen besitzen sie keine Schutzschicht, sodass Luftschadstoffe weitgehend ungehindert in die Flechte eindringen können. Flechten fehlt die Möglichkeit zur schnellen Regeneration. Da sie nicht über die Fähigkeit verfügen, Schadstoffe aktiv auszuscheiden, findet in ihnen eine Akkumulation statt. Flechten können auch im Winterhalbjahr Schadstoffe aufnehmen, weil sie auch bei niedrigen Temperaturen stoffwechselaktiv sind. Da sie vergleichsweise schnell auf eine Veränderung der Luftgüte reagieren können, sind Flechten in der Lage, städtische und industrielle Gebiete wieder zu besiedeln.

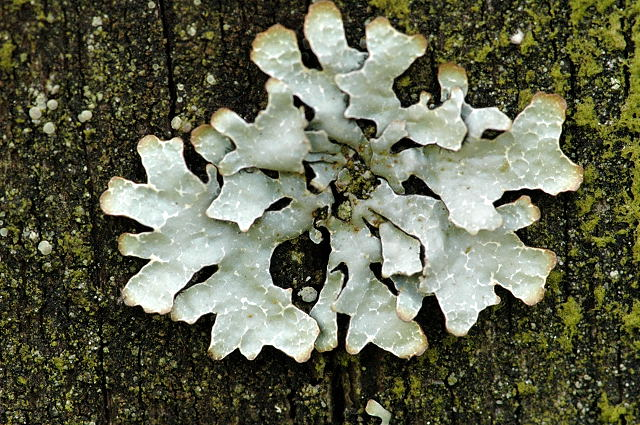
Parmelia sulcata auf einem Baumstamm

Für das Verfahren der Flechtenexposition werden epiphytische Flechten auf Baumrinden berücksichtigt. Dazu wird auf Baumstämmen eine festgelegte Fläche untersucht. Die Untersuchung der Baumstämme erfolgt stets auf die gleiche Weise, damit die erhaltenen Ergebnisse miteinander verglichen werden können. Die Bäume befinden sich auf Teilflächen des zu untersuchenden Gebiets, den sogenannten Messflächen. Wird aufgrund einer vorliegenden Quelle eine bestimmte Schadstoffausbreitung erwartet, so sind die Messflächen so anzuordnen, wie es der zu erwartenden Schadstoffausbreitung entspricht. Die Größe der Messflächen liegt üblicherweise zwischen 0,25 km × 0,25 km und 4 km × 4 km. Die Anzahl der Bäume pro Messfläche bewegt sich zwischen 3 und 16. Die Bäume sollten freistehend sein und einen bestimmten Stammdurchmesser aufweisen. Die Verwendung einer einzigen Spezies Baum wird empfohlen, da Ergebnisse von sehr unterschiedlichen Baumarten nicht vergleichbar sind.
Die Aufnahme der Flechten erfolgt mit Gitterstreifen, die in alle vier Himmelsrichtungen angebracht werden sollten. Mithilfe des Gitterstreifens werden die Flechten quantitativ erfasst. Flechten, die auf der roten Liste stehen, dürfen nicht entfernt werden.
Bei der Auswertung werden sowohl die Anzahl der Arten als auch der einzelnen Spezies berücksichtigt. Eine Aussage zur Luftgüte und zum Einfluss eutrophierender Verbindungen ist das Ergebnis der Flechtenkartierung. Bei der Auswertung ist darauf zu achten, dass die Humidität Einfluss auf die Artenvielfalt epiphytischer Flechten haben kann und somit zu einer Verfälschung des Messergebnisses führen kann.
Das Fehlen von Flechtenarten an bestimmten Standorten erlaubt nicht die Schlussfolgerung, dass an diesen Orten eine schlechte Luftqualität vorliegt. Artenreichtum und stabile Lebensbedingungen für Flechten in einem Biotop werden aber als günstige Bedingung für das Überleben vieler Arten gewertet.
Flechtensterben infolge von Luftverschmutzung ist seit dem 19. Jahrhundert bekannt. Die ersten Flechtenkartierungen erfolgten um das Jahr 1970 herum. Die Flechtenkartierung wurde 1995 mit der Richtlinie VDI 3799 Blatt 1 standardisiert. Diese VDI-Richtlinie wurde mittlerweile durch die Richtlinie VDI 3957 Blatt 13 ersetzt. Der Ersatz war notwendig geworden, weil aufgrund der sich ändernden Luftqualität und des vermehrten Auftretens von Flechten, die eutrophierende Bedingungen anzeigen, eine neue Wichtung der einzelnen Flechtenarten stattfinden musste.
Wird in Gebieten, in denen Hypogymnia physodes natürlich vorkommt, die Methode der Flechtenexposition angewandt, so ist zusätzlich die Flechtenkartierung anzuwenden.

## Anzeige lokaler Klimaveränderungen
Die Methode der Flechtenkartierung wird mittlerweile auch zur Ermittlung der Wirkung lokaler Klimaveränderungen angewandt. Änderungen im Flechtenbestand, die auf ein geändertes Klima zurückgeführt werden, werden seit ungefähr 1990 insbesondere in den gemäßigten Zonen beobachtet.
Bei der Flechtenkartierung zur Ermittlung der Wirkung von lokalen Klimaveränderungen werden Untersuchungsgebiete mit epiphytischen Flechten, die als Klimawandelanzeiger erachtet werden, in Zeitabständen von einem Jahr bis zu zehn Jahren systematisch untersucht.